# Ipomopsis thurberi
Ipomopsis thurberi là một loài thực vật có hoa trong họ Polemoniaceae. Loài này được (Torr. ex A. Gray) V.E. Grant mô tả khoa học đầu tiên năm 1956.